# Österreichischer Bauherrenpreis 1984
Mit dem Österreichischen Bauherrenpreis der Zentralvereinigung der Architekten Österreichs wurden im Jahr 1984 die folgenden Projekte ausgezeichnet:
| Realisierung                                             | Bauherr                                                                              | Planer         |
| -------------------------------------------------------- | ------------------------------------------------------------------------------------ | -------------- |
| Wohnhaus in Langenegg                                    | Arno und Leopoldine Eugster                                                          | Anton Fink     |
| Feuerwehrhaus in Mödling                                 | Stadtgemeinde Mödling mit Bürgermeister Werner Burg und Vizebürgermeister P. Nicolay | Ernst Hoffmann |
| Juwelierläden Schullin                                   | Hans und Herbert Schullin                                                            | Hans Hollein   |
| Wohnhausanlage Gerasdorfer Straße 61 in Wien-Floridsdorf | Wohnungs- und Siedlungsgenossenschaft Volksbau                                       | Viktor Hufnagl |

Die Jury bildete Brunbauer, Ertl, Peichl, Karla Kowalski, Michael Szyszkowitz.